# دیتیونات
دیتیونات (به انگلیسی: Dithionate) با فرمول شیمیایی O۶S۲۲- یک ترکیب شیمیایی با شناسه پاب‌کم ۳۰۸۲۰۷۵ است. که جرم مولی آن ۱۶۰٫۱۲۶ g/mol می‌باشد. شکل ظاهری این ترکیب، گاز بی‌رنگ است.